# Virgilio Tommasi
Virgilio Tommasi (* 10. Mai 1905 in Verona; † 20. Februar 1998 in Rom) war ein italienischer Weitspringer.
Bei den Olympischen Spielen wurde er 1924 in Rom Siebter und schied 1928 in Amsterdam in der Qualifikation aus.
1924–1926, 1928, 1929 (mit seiner persönlichen Bestleistung von 7,41 m) und 1931 wurde er Italienischer Meister.
Sein Bruder Angelo Tommasi war als Hochspringer erfolgreich.